# خرگوش (صورت فلکی)

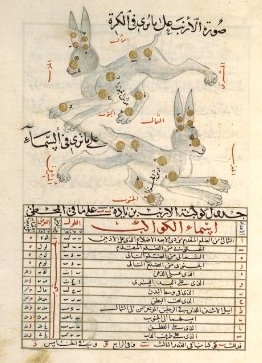
صورت فلکی خرگوش، از کتاب صورالکواکب

خرگوش یا ارنب (عربی) یا Lep نام یک صورت فلکی است.
زمان رسیدن به نصف‌النهار:۵ بهمن مساحت:۲۹۰ درجه مربع

## افسانه
صورت فلکی خرگوش با وجود ستارگان کم فروغ، از صور باستانی آسمان محسوب می‌شود. این صورت فلکی نشانگر خرگوش و در واقع موجودی است که نامش در مدارک مکتوب باستانی با کره ماه قرین بوده است. گفته شده که طعمه مورد علاقه جبار، خرگوش بوده و به همین لحاظ این صورت فلکی در آسمان در پایین پای شکارچی قرار دارد.

## ستاره‌ها
ستاره R خرگوشی یا ستاره سرخ آتشین بی‌نهایت جالب است و این یک ستاره نادر از نوع ستارگان کربنی خیلی سرد در نتیجه با چهره‌ای سرخ است. درخشندگی آن از نوع ۶٫۸ تا ۱۰٫۵ متغیر است و هر ۴۳۲ روز یک بار چنین حالتی رخ می‌دهد و مجدداً به وضع قبلی بر می‌گردد.

## اجرام عمقی آسمان
M۷۹ یک خوشه کروی قدر هشتم در فاصله ۵ درجه جنوب کمی به سمت غرب ستاره بتا از این صورت فلکی قرار دارد.